# Nekyia
Nekyia (altgriechisch νέκυια ‚Totenopfer‘) bezeichnet den Mythos, dem zufolge eine Gottheit, ein Heros oder ein Mensch in die Totenwelt hinabsteigt, um dort Auskunft über die Zukunft zu erhalten oder um die Macht des Todes zu brechen.
Der Name geht auf den 11. Gesang der Odyssee zurück, in dem Odysseus während seiner Irrfahrt auch im Hades verweilt. Weitere Hadesbesucher sind die Heroen Theseus, Herakles und Aeneas, die Sterblichen Orpheus und Alkestis.

## Vorkommen in literarischen Werken
- Fausts Gang zu den Müttern und die klassische Walpurgisnacht (Faust II) spielen auf den Nekyia-Mythos an.
- In Der Zauberberg paraphrasiert Thomas Mann mit Hans Castorps Schneetraum den Nekyia-Mythos.
- In der Erzählung Nekyia. Bericht eines Überlebenden (1947) beschreibt der Schriftsteller Hans Erich Nossack aus der Sicht des Ich-Erzählers eine Welt nach einer Katastrophe, die nur er selbst überlebt zu haben scheint.
- In Kalevala (finnisches Epos), Sechzehnter Gesang: Väinämöinen will mit der Macht magischer Worte ein Boot zimmern. Da ihm zur Vollendung des Bootes drei Worte fehlen, sucht er im Totenreich vergeblich nach Antwort.